# Governació de Nabeul
La governació o wilaya de Nabeul (àrab: ولاية نابل, wilāyat Nābil) és una divisió administrativa de primer nivell de Tunísia, situada a la costa nord-est del país. El seu territori és conegut també com a regió del Cap Bon. La capital és la ciutat de Nabeul, però avui dia la ciutat més important és Hammamet. Té una costa de 300 km, majoritàriament de platges.
Té una superfície de 2.840 km² i una població aproximada de 733.500 habitants l'any 2008 (714.600 l'any 2006).

## Economia
La principal dedicació de la governació és l'activitat turística, que ocupa el 40% de la població activa. La pagesia representa el 22% i la indústria el 27%.
S'han creat nou zones industrials: Grombalia, Bou Argoub, Kelibia, Tazarka, Menzel Temime, Nabeul, Dar Chaabane, Beni Khiar i Korba (les quatre darreres municipals i la resta de l'estat); estan planejades dues altres zones a Soliman i Korba.
Són rellevants la producció de cítrics (85% de la producció del país) i la de llegums; també produeix el 97% de les maduixes del país. S'hi pesquen 18.125 tones de peix (16% de la pesca del país).
El turisme hi ha experimentat en els darrers anys un excepcional desenvolupament i disposa de més de 150 hotels dels quals 10 són de 5 estrelles. Els establiments balnearis són nombrosos. Té una capacitat de 51.000 llits (el 22% de la capacitat del país).

## Infraestructures
Una autopista uneix Hammamet amb Tunis.

## Geologia
Es calcula que disposa d'uns 260 milions de metres cúbics d'aigua subterrània.

## Organització administrativa
La governació fou creada el 21 de juny de 1956 amb el nom de governació de Cap Bon i amb capital a Grombalia. El 1964 la capital es va traslladar a Nabeul i la governació va canviar de nom.
El seu codi geogràfic és 15 (ISO 3166-2:TN-12).

### Delegacions
Està dividida en setze delegacions o mutamadiyyes i 101 sectors o imades:
- Nabeul (15 51)
  - El Asouak (15 51 51)
  - Ennour (15 51 52)
  - Bir Challouf (15 51 53)
  - Niapolis (15 51 54)
  - El Hadayek (15 51 55)
  - Hedi Chaker (15 51 56)
- Dar Chaabane El Fehri (15 52)
  - Dar Châabane (15 52 51)
  - El Fehri (15 52 52)
  - El Frinine (15 52 53)
  - Amroun (15 52 54)
- Beni Khiar (15 53)
  - Beni Khiar (15 53 51)
  - Diar Ben Salem (15 53 52)
  - El Mâamoura (15 53 53)
  - Somâa (15 53 54)
  - Halfa (15 53 55)
- Korba (15 54)
  - Beni Ayache (15 54 51)
  - Garâet Sassi (15 54 52)
  - Diar El Hojaj (15 54 53)
  - Korba Est (15 54 54)
  - Korba Ouest (15 54 55)
  - Tazerka (15 54 56)
  - Bou - Jerida (15 54 57)
  - Boulidine (15 54 58)
- Menzel Temime (15 55)
  - El Ouediane (15 55 51)
  - Erâinine (15 55 52)
  - Beni-Abdelaziz (15 55 53)
  - Skalba (15 55 54)
  - Ali Belhaouene (15 55 55)
  - Taieb Mehiri (15 55 56)
  - Menzel Horr (15 55 57)
  - El Asfour (15 55 58)
  - Lezdine (15 55 59)
- El Mida (15 56)
  - Tafelloum (15 56 51)
  - El Mida (15 56 52)
  - Fartouna (15 56 53)
  - Oum Dhouil (15 56 54)
  - Lebna (15 56 55)
  - Korchine (15 56 56)
- Kelibia (15 57)
  - Oued El Khatf (15 57 51)
  - Melloul (15 57 52)
  - Azmour (15 57 53)
  - Kelibia Est (15 57 54)
  - Kelibia Ouest (15 57 55)
- Hammam El Guezaz (15 58)
  - Hammam El Guezaz (15 58 51)
  - Dar Allouch (15 58 52)
  - Harat Ech-Choara (15 58 53)
  - Ouezdra (15 58 54)
- El Haouaria (15 59)
  - El Haouaria Nord (15 59 51)
  - El Haouaria Sud (15 59 52)
  - Saheb El Jebel Nord (15 59 53)
  - Saheb El Jebel Sud (15 59 54)
  - Bou Krim (15 59 55)
  - Tazaghrane Est (15 59 56)
  - Tazaghrane Ouest (15 59 57)
  - Zaouiet El Megaiez (15 59 58)
- Takelsa (15 60)
  - Oued El Abid (15 60 51)
  - Bir Ezzit (15 60 52)
  - El Arima (15 60 53)
  - Takelsa Nord (15 60 54)
  - Takelsa Centre (15 60 55)
- Soliman (15 61)
  - El Mraissa (15 61 51)
  - Ech-Cherifet (15 61 52)
  - Bou Charray (15 61 53)
  - Soliman (15 61 54)
  - Soliman Sud (15 61 55)
- Menzel Bouzelfa (15 62)
  - Damous El Hajja (15 62 51)
  - Errahma (15 62 52)
  - Menzel Bou Zelfa Nord (15 62 53)
  - Menzel Bou Zelfa Sud (15 62 54)
  - Menzel Bou Zelfa Ouest (15 62 55)
- Beni Khaled (15 63)
  - Beni Khalled Nord (15 63 51)
  - Beni Khalled Sud (Toumi) (15 63 52)
  - Zaouiet Djedidi (15 63 53)
  - Kobba El Kebira (15 63 54)
  - Bir Drassen (15 63 55)
  - Béni khalled Est (15 63 56)
- Grombalia (15 64)
  - Fondouk Djedid (15 64 51)
  - Chammes (15 64 52)
  - Nianou (15 64 53)
  - Turki (15 64 54)
  - Khanguet El Hojjej (15 64 55)
  - Grombalia Est (15 64 56)
  - Grombalia Ouest (15 64 57)
  - Djebel Terif (15 64 58)
  - Aïn Tebournouk (15 64 59)
- Bou Argoub (15 65)
  - Sidi Dhaher (15 65 51)
  - El Machrouha (15 65 52)
  - Borj Hefaied (15 65 53)
  - Bou Argoub Nord (15 65 54)
  - Bou Argoub Sud (15 65 55)
  - Belli (15 65 56)
  - El Kharrouba (15 65 57)
- Hammamet (15 66)
  - Sidi Djedidi (15 66 51)
  - Latrach (15 66 52)
  - Bir Bou Regba (15 66 53)
  - Baraket Es-Sahel (15 66 54)
  - Hammamet Nord (15 66 55)
  - Hammamet Est (15 66 56)
  - Hammamet Ouest (15 66 57)
  - Mrezga (15 66 58)
  - Yasmine Hammamet (15 66 59)

### Municipalitats
Està dividida en 28 municipalitats o baladiyyes i onze circumscripcions o dàïres:
- Nabeul (15 11)
  - Nabeul (15 11 11)
  - Bir Chellouf (15 11 12)
  - Sidi Amor (15 11 13)
- Dar Chaabane (15 12)
- Beni Khiar (15 13)
- El Mâamoura (15 14)
- Somaâ (15 15)
- Korba (15 16)
- Tazerka (15 17)
- Menzel Temime (15 18)
- Menzel Horr (15 19)
- El Mida (15 20)
- Kelibia (15 21)
- Azmour (15 22)
- Hammam El Guezaz (15 23)
- Dar Allouch (15 24)
- El Haouaria (15 25)
- Takelsa (15 26)
- Soliman (15 27)
- Korbous (15 28)
- Menzel Bou Zelfa (15 29)
- Beni Khalled (15 30)
- Zaouiet Djedidi (15 31)
- Grombalia (15 32)
  - Grombalia (15 32 11)
  - Cité El Izdihar (15 32 12)
- Bou Argoub (15 33)
  - Bou Argoub (15 33 11)
  - Belli (15 33 12)
  - Sidi Dhaher (15 33 13)
- Hammamet (15 34)
  - Hammamet (15 34 11)
  - Baraket Es-Sahel (15 34 12)
  - Bir Bou Regba (15 34 13)
- Fondek Ejedid–Es Selten (15 35)
- Tazegrane Boukrim Zaouiet Mgaiez (15 36)
- Sidi Jedidi (15 37)
- Echerifet Boucharray (15 38)